# برد (رود)
برد (به لاتین: Berd) یک رود در روسیه است که در سرزمین آلتای واقع شده‌است.